# Wijbrand Johan Antonie Christiaan de Vries
Wijbrand Johan Antonie Christiaan de Vries (Vlaardingen, 7 juni 1912 – Amersfoort, 25 oktober 1960) was een Nederlands politicus van de PvdA.
Hij werd geboren als zoon van Johannes de Vries (1878-1932) en Johanna Agatha Bins (1881-1968). Aan het begin van zijn loopbaan was hij werkzaam bij de gemeentesecretarieën van Bergschenhoek, Zevenhuizen en Zelhem. Bij die laatste gemeente was hij controleur bij de steunverlening voor hij in januari 1940 als commies ging werken bij de Gelderse gemeente Hengelo. Daar werd De Vries in 1947 gemeente-ontvanger werd. Eind 1959 volgde zijn benoeming tot burgemeester van Oosterhesselen. Nog geen jaar later was hij betrokken bij een ernstig auto-ongeluk als gevolg waarvan hij later die dag in een Amersfoorts ziekenhuis op 48-jarige leeftijd overleed.